# Офюльс, Макс
Макс О́фюльс (нем. Max Ophüls, псевдоним Максимилиана О́ппенхаймера, нем. Maximillian Oppenheimer; 6 мая 1902, Санкт Йоханн, с 1909 г. часть Саарбрюккена — 25 марта 1957, Гамбург) — немецкий кинорежиссёр, который работал в Германии, США и Франции. Известен образцовыми с точки зрения ясности и чёткости повествования экранизациями литературных произведений на романтико-мелодраматические сюжеты. Отец документалиста Марселя Офюльса.

## Биография
Макс Оппенхаймер родился 6 мая 1902 года в Санкт Йоханне (с 1909 года — часть Саарбрюккена). Его отец купец Леопольд Оппенхаймер, женатый на Елене, урождённой Бамбергер, руководил там с 1901 года фирмой своего тестя «Бамбергер и Херц», которая с 1903 года стала называться «Дом мужской и детской одежды». В 1912 году Оппенхаймеры открыли второй магазин. С 1913 года Макс посещал гимназию Людвига, а с 1915 года — королевское реальное училище. Он играл на флейте, брал уроки игры на гитаре и фортепьяно и увлекался театром. В 1920 году играл в школьном театре. В том же году ушёл из школы.
В 1920—1921 годах был актёром-волонтером в Вюртембергском земельном театре в Штутгарте, с первым выходом на сцену назвал себя Офюльсом. В 1921 году был «начинающим актёром» в городском театре в Ахене, в 1922 году в качестве «молодого любовника и комика» сыграл второстепенные роли в более 40 спектаклях. В 1923 году перешёл в городской театр в Дортмунде, участвовал в 14 спектаклях и получил первую постановку в качестве режиссёра. С 1924 года работал режиссёром-постановщиком театра в Бармен-Эльберфельде. В 1925 году начал работу на радио в качестве декламатора пробных программ радио Эльберфельда. С 1927 года работал также на радио в Кёльне и Штутгарте, читал современную литературу и с 1928 года писал собственные сценарии радиопостановок. В 1925—1926 годах был самым молодым режиссёром венского Бургтеатра. В 1926 году женился в Вене на актрисе Хильде Валль (1894—1980). С 1926 года работал в Новом театре во Франкфурте-на-Майне, с 1928 по 1930 год — в театре в Бреслау. В январе 1931 года переехал в Берлин, работал в Театре комедии, писал сценарии радиоспектаклей для Берлинского радио.
В начале 1931 года по заказу студии Universum Film AG (УФА) написал диалоги к фильму Анатоля Литвака «Больше никакой любви». В августе 1931 года снял свой первый короткометражный фильм «Тогда уж лучше рыбий жир» по рассказу Эриха Кестнера. Фильм «Флирт», поставленный им по одноимённой пьесе Артура Шницлера незадолго до прихода к власти национал-социалистов, пользовался огромным успехом и послужил в дальнейшем моделью, по которой были скроены многие его последующие ленты.
После премьеры фильма, которая состоялась 16 марта 1933 года, он покинул в конце марта Берлин и после короткой остановки в Саарбрюккене эмигрировал во Францию. После плебисцита по вопросу Саара 13 января 1935 года магазины его отца были «ариизированы», и родители эмигрировали во Францию. Офюльс работал в Италии, снял несколько фильмов во Франции. В 1936 году он получил приглашение из Советского Союза и с семьёй приехал на работу в Москву, однако через два месяца вернулся в Париж. Снятый в Голландии фильм «Комедия о деньгах», который объявили «высшим достижением голландской киноиндустрии», не смог покрыть высоких расходов, несмотря на хорошую критику. Следующие четыре фильма Офюльс снял во Франции. Съёмки «От Майерлинга до Сараева», посвящённого началу Первой мировой войны, были прерваны всеобщей мобилизацией во Франции в сентябре 1939 года. Фильм вышел на экраны в 1940 году, незадолго до начала войны с Германией.
В 1940 году Офюльса, который с 1938 года был гражданином Франции, призвали в армию. С разрешения министерства информации он смог работать в Париже над антифашистскими радиопередачами. Его передача «Спи, Гитлер, спи» транслировалась в апреле — мае 1940 года радиостанцией в Страсбурге на нацистскую Германию. В июне того же года после заключения перемирия, Офюльс, имя которого было в списке гестапо на выдачу Германии, бежал со своей семьёй на юг страны. В Провансе он готовился к эмиграции в США. Так как оформление документов затянулось, Офюльс принял приглашение театра в Цюрихе, в котором он работал с ноября 1940 года. В апреле 1941 года он переехал в Марсель, в июле получил наконец все необходимые документы и билеты на пароход. В августе 1941 года семья Офюльса через Лиссабон приехала в Нью-Йорк, а через несколько недель отправилась на машине в Лос-Анджелес.
Летом 1942 года Офюльс работал в Нью-Йорке на радио «Голос Америки», которое во время войны вещало на Европу. В Голливуде он написал экспозе антинацистских фильмов «Сага» и «Человек, который убил Гитлера», которые остались нереализованными. Успех не сопутствовал и другим проектам этого периода. Лишь осенью 1944 года после частного просмотра фильма «Флирт» Престон Стёрджес поручил ему режиссуру фильма «Вендетта». Подготовительный период занял почти два года; в это время Офюльс написал автобиографию, которая была издана посмертно в 1959 году под названием «Игра в бытии» (Spiel im Dasein). В августе 1946 года начались съёмки «Вендетты», но через несколько дней Стёрджес отстранил Офюльса от работы. В октябре 1946 года по протекции Роберта Сьодмака он получил контракт на съёмки фильма «Изгнанник».
Годы его пребывания в Голливуде нельзя назвать продуктивными. Тем не менее, режиссёрская манера Офюльса, отличавшаяся грациозно скользящими движениями камеры и широким применением съёмки с движения, была подмечена американскими коллегами и повлияла, в частности, на молодого Кубрика.
В 1949 году, закончив фильм в жанре нуар «Пленница» (многими воспринятый как сатира на Говарда Хьюза), Офюльс возвратился во Францию, где снял свои самые нашумевшие картины — «Карусель» (1950, по пьесе Шницлера, премия BAFTA за лучший фильм), «Наслаждение» (1953, по рассказам Мопассана).
Летом 1954 года Офюльс приступил к съёмкам франко-немецкого фильма «Лола Монтес» в цвете и синемаскопе. Звездой фильма была Мартин Кароль — секс-идол 50-х. Однако по тем временам самый дорогой европейский фильм (по данным продюсера, он стоил 8,5 млн немецких марок) провалился в прокате. Дело не спас и изготовленный прокатчиками против воли Офюльса короткий вариант. Сотрудники Cahiers du cinéma и, в первую очередь, Трюффо с энтузиазмом защищали «Лолу Монтес» как произведение авангарда и авторского кино.
В Западной Германии Офюльс снова работал на радио: в Баден-Бадене он поставил «Новеллу» Гёте (1955) и «Берту Гарлан» Шницлера (1956). 30 мая 1956 года выступил во Франкфурте-на-Майне с докладом, который послужил основой для радиопостановки «Мысли о кино» (Радио Гессена, 1956). Летом 1956 года написал сценарий фильма о художнике А. Модильяни, но намеченные на осень съёмки были отложены. По приглашению Густафа Грюндгенса поставил в Немецком театре в Гамбурге «Безумный день» Бомарше в собственной обработке. В день премьеры 5 января 1957 года он лежал больной в отеле. 25 марта 1957 года Офюльс умер в Гамбурге от ревматического воспаления сердца. Похоронен на кладбище Пер-Лашез в Париже. В его память в Саарбрюкене ежегодно проходит кинофестиваль.

## Фильмография
- 1931 — Больше никакой любви / Nie wieder Liebe (режиссура диалогов)
- 1931 — Тогда уж лучше рыбий жир / Dann schon lieber Lebertran (соавтор сценария с Эмериком Прессбургером и Эрихом Кестнером)
- 1932 — Влюбленная фирма / Die verliebte Firma
- 1932 — Проданная невеста / Die verkaufte Braut (по опере Сметаны)
- 1932—1933 — Смеющиеся наследники / Lachende Erben (также соавтор сценария)
- 1933 — Флирт / Liebelei (по Артуру Шницлеру, также соавтор сценария)
- 1933—1934 — Украденный миллионер / On a volé un homme
- 1934 — Дива для всех / La signora di tutti (также соавтор сценария)
- 1935 — Божественная / Divine (также соавтор сценария)
- 1935—1936 — Нежный враг / La tendre ennemie (также соавтор сценария)
- 1935 — Вальс Шопена. Синефония / La valse brillante (en la b) de Chopin. Cinéphonie (короткометражный)
- 1935 — Аве Мария Шуберта. Синефония / Ave Maria de Schubert. Cinéphonie (короткометражный)
- 1935 — Комедия о деньгах / Komedie om Geld (также соавтор сценария)
- 1937 — Ёсивара / Yoshiwara (также соавтор сценария)
- 1938 — Вертер / Werther (по Гёте)
- 1939 — Без завтра / Sans lendemain (также соавтор сценария)
- 1939—1940 — От Майерлинга до Сараева / De Mayerling à Sarajevo
- 1941 — Женская школа / L’Ecole des femmes (также соавтор сценария)
- 1946—1950 — Вендетта / Vendetta (сорежиссёр)
- 1947 — Изгнанник / The Exile
- 1947—1948 — Письмо незнакомки / Letter from an unknown Woman (по Стефану Цвейгу)
- 1949 — Пленница / Caught
- 1949 — Момент безрассудства / The Reckless Moment
- 1950 — Карусель / La ronde (по Артуру Шницлеру, также соавтор сценария)
- 1952 — Наслаждение / Le plaisir (также соавтор сценария)
- 1953 — Мадам де… / Madame de… (по Луизе де Вильморен, также соавтор сценария)
- 1955 — Лола Монтес / Lola Montès (также соавтор сценария)
- 1958 — Монпарнас, 19 / Les amants de Montparnasse (умер во время съёмок, картину заканчивал Жак Беккер)

## Max Ophüls Preis
Кинофестиваль имени Макса Офюльса (нем. Filmfestival Max Ophüls Preis) — ежегодный кинофестиваль, проводимый в начале года в родном городе кинорежиссёра, Саарбрюккене. Фестиваль был учреждён Альбрехтом Штуби в 1980 году.